# 埼玉県立総合教育センター
埼玉県立総合教育センター（さいたまけんりつそうごうきょういくセンター、英称：Saitama Prefectural Education Center）は、埼玉県が設置する教育に関する研究及び教育関係職員の研修を行う機関である。

## 概要
埼玉県立総合教育センターは埼玉県における教育の充実と振興を図るため、2000年、前身の埼玉県立南教育センター、埼玉県立北教育センター、埼玉県立情報処理教育センターを統合して設置された。その後、2004年に埼玉県立農業教育センターを廃止・統合して江南支所を設置した。

## 所在地
- 埼玉県立総合教育センター - 埼玉県行田市富士見町2-24
最寄駅：秩父鉄道秩父本線東行田駅から徒歩10分
最寄バス停：総合教育センター（敷地内乗り入れ）
  - JR高崎線吹上駅より朝日バスFK12系統 総合教育センター行き（終点、12月29日を除く平日のみ運行）
- 埼玉県立総合教育センター江南支所 - 埼玉県熊谷市御正新田1355-1
最寄バス停：農業教育センター（統合前の旧センター名のままの停留所。正門近くを発着）
  - JR高崎線・秩父鉄道熊谷駅より 国際十王バスKM14～KM17系統 県立循環器・呼吸器病センター行き／小川町駅行き／大沼公園行き
  - 東武東上線・JR八高線小川町駅より 国際十王バスKM14・KM15系統 熊谷駅行き

## 事業
事業内容は下記の通りである。
1. 教育に関する専門的、技術的事項の調査研究に関すること
2. 教育関係職員の研修に関すること
3. 教育に関する研究の援助に関すること
4. 教育相談に関すること
5. 教育に関する資料の収集及び活用に関すること
6. その他総合教育センターの設置の目的を達成するために必要な事業に関すること

## 沿革
- 1948年（昭和23年）10月 - 埼玉県教育研究所を設置。
- 1956年（昭和31年）10月 - 埼玉県立教育研究所設置条例が公布。
- 1964年（昭和39年）10月 - 埼玉県立理科教育センターを設置。
- 1965年（昭和40年）4月 - 埼玉県立農業教育センターを設置。
- 1967年（昭和42年）3月 - 埼玉県立教育研究所と埼玉県立理科教育センターが統合され、埼玉県立教育センターを設置。
- 1981年（昭和56年）9月 - 特殊教育センターを設置。
- 1982年（昭和57年）12月 - 埼玉県立スポーツ研修センターを設置。
- 1984年（昭和59年）4月 - 埼玉県立北教育センター、埼玉県立情報処理教育センターを設置。これに伴い、埼玉県立教育センターが埼玉県立南教育センターへと改称。
- 2000年（平成12年）4月 - 埼玉県立南教育センター、埼玉県立北教育センター、埼玉県立情報処理教育センターが統合され、埼玉県立総合教育センターを設置。深谷支所を置く。
- 2004年（平成16年）4月 - 埼玉県立農業教育センターを統合し、江南支所を置く。
- 2011年（平成23年）4月 - 埼玉県立総合教育センターのさいたま本所（さいたま市緑区三室）と深谷支所、埼玉県立スポーツ研修センターを機能統合の上、行田市（旧・行田女子高等学校跡地）へ移転。

さいたま本所は再活用される事なく2019年に庁舎が解体され、跡地はさいたま市に払い下げられた。さいたま市は跡地を防災公園として整備し、2025年10月に開園する予定としている。
スポーツ研修センターはスポーツ総合センターに改称して現存している。

## 組織
- 総務担当
- 教育資料担当
- 企画調整担当
- 教育DX担当
- 教職員研修担当
- 選考研究開発担当
- 指導相談担当
- 特別支援教育担当
- 農業教育・環境教育推進担当